# 阿佐海岸鉄道阿佐東線
阿佐東線（あさとうせん）は、徳島県海部郡海陽町の阿波海南信号場から高知県安芸郡東洋町の甲浦信号場に至る、阿佐海岸鉄道の鉄道路線である。2021年（令和3年）12月25日より、線路と道路を直通できるデュアル・モード・ビークル（DMV）で運行されている。

## 概要
改正鉄道敷設法別表第107号に掲げる予定線「高知県後免ヨリ安芸、徳島県日和佐ヲ経テ古庄附近ニ至ル鉄道」の一部で、徳島県海部郡牟岐町の牟岐駅から高知県南国市の後免駅までを結ぶべく計画された日本鉄道建設公団建設線の阿佐線（あさせん）の徳島県側の区間（阿佐東線）のうち、海部駅 - 甲浦駅間の建設を引き継ぎ、完成させて開業した路線である。
なお阿佐線のうち、牟岐駅 - 海部駅間はJR四国（当時は国鉄）牟岐線として1973年（昭和48年）10月1日に、高知県側の区間（阿佐西線〈あささいせん〉）のうち奈半利駅 - 後免駅間は土佐くろしお鉄道阿佐線（ごめん・なはり線）として2002年（平成14年）7月1日に開業している。残る甲浦駅 - 奈半利駅間は未成線であり、高知東部交通の路線バスが結んでいる。
普通鉄道車両で運行されていた当時は、四国旅客鉄道（JR四国）牟岐線とともに阿波室戸シーサイドライン（あわむろとシーサイドライン）の愛称が設定され、各駅には駅ナンバリング（路線記号：AK）が導入されていた。
2020年（令和2年）11月1日に後述のDMV導入に伴い牟岐線の阿波海南駅 - 海部駅間が阿佐東線に編入された。2021年（令和3年）のDMV化以降、鉄道事業法に基づく鉄道駅は海部駅と宍喰駅のみとなり、その他の乗降場所は道路運送法に基づくバス停留所となっている。阿波海南・甲浦は案内上「駅」と呼称されるが、乗り場は鉄道施設外にあり、鉄道路線としての起終点は道路との接続点であるモードインターチェンジにあたる信号場となる。
海部駅と宍喰駅にある構内踏切のほかは踏切が設置されておらず、阿波海南信号場付近を除く全線がトンネルや高架線・盛土区間になっている。

### DMVの導入
2011年より、線路と道路を直通できるデュアル・モード・ビークル（DMV）の導入に向けた検討が進められ、実証運行等が行われてきた。2016年2月には徳島県が今後10年以内の営業運行を目指す方針を発表し、2017年2月にはDMVを2020年までに導入することが正式に決定した。
2019年12月24日に行われた第5回阿佐東線DMV導入協議会では具体的な運行ルートが公表された。毎日運行の便は、海陽町の阿波海南文化村を起点にバスとして運行、JR四国牟岐線阿波海南駅から甲浦駅間を列車として運行、さらに再びバスとして海の駅東洋町を経由し道の駅宍喰温泉までを運行する。土休日運行の便は阿佐線の建設予定ルートに沿った阿波海南文化村 - 阿波海南 - 甲浦 - 室戸岬方面の運行となる。毎日運行の便は徳島県側にUターンする形となり、全線約15キロメートル、所要時間35分程度とされている。
2020年12月25日のDMV導入協議会において、新型コロナウイルス感染拡大の影響により関係機関との協議が遅れ、工事着手が遅れたことや性能試験項目が予定より増えたことから、スケジュールの見直しが行われ、2021年7月に開催予定の2020年東京オリンピック・パラリンピックまでの導入を目指すこととなった。
2021年6月25日の国土交通省でのDMVの技術評価検討会において、前輪を支える部品に補強が必要との指摘を受け、DMV全車両の当該部品を補強した上で再試験を受けることとなった。これにより運行開始が2021年夏頃からさらに数か月遅れる見通しとなった。同年11月4日のDMVの技術評価検討会で安全性が確認されたことから、12月25日からDMVの営業運行を開始した。

### 路線データ
- 管轄（事業種別）：阿佐海岸鉄道（第一種鉄道事業者）
- 建設主体：日本鉄道建設公団（現：鉄道建設・運輸施設整備支援機構）
- 路線距離（営業キロ）：10.0 km
- 軌間：1,067 mm（狭軌）
- 駅数：2駅
- 複線区間：なし（全線単線）
- 電化区間：なし（全線非電化）
- 閉塞方式：DMV運転保安システム
  - DMV導入前は特殊自動閉塞式（軌道回路検知式）。CTC制御所は宍喰駅に設置[19]。
- 交換可能駅：なし[注 4]
- 最高速度：85 km/h[3]

## 運行形態
開業当初より全線でワンマン運転を行っている。
2021年12月25日から、全便がDMVでの運行となった。平日は阿波海南文化村 - 阿波海南駅 - 甲浦駅 - 道の駅宍喰温泉間（バス路線名：海南宍喰線）が定期便13往復に加え、臨時便が2往復設定される。土休日は阿波海南文化村 - 阿波海南駅 - 甲浦駅 - 道の駅宍喰温泉間が定期便11往復に加え、臨時便が3往復、さらに阿波海南文化村 - 阿波海南駅 - 甲浦駅 - 海の駅とろむ間（バス路線名：海南室戸線）が1往復設定される。
2023年3月11日のダイヤ改正で、平日のうち火曜・水曜日は1日8往復運行に減便された。土休日は1往復減便となり1日11往復運行となった。最終便の時刻も改正前より1時間以上繰り上がり、最終便は下りが17時台、上りが16時台となった。
なお乗車に関しては、当面は混雑を防ぐため、高速バス予約サイト「発車オ〜ライネット」での乗車予約を勧めているが、当日空席がある場合は予約なしでも乗車が可能となっており、この場合は車内で整理券を受け取り、車内の運賃箱で精算する。ただし、室戸方面の便は全区間予約制となる。満席の場合は乗車不可となるほか、阿波海南駅 - 海部駅間など、短区間の乗車予約は不可となっている。予約は2021年12月2日以降、2か月先までの便を受け付けている。
交換可能駅はないが、閉塞区間は宍喰駅を境として二区間に分かれており、2021年12月25日以降の運行ダイヤでは、一部時間帯を除き、先行列車が宍喰駅に到着後に後続列車が阿波海南信号場あるいは甲浦信号場を発車する続行運行が行われている。

### DMV導入前の運行形態

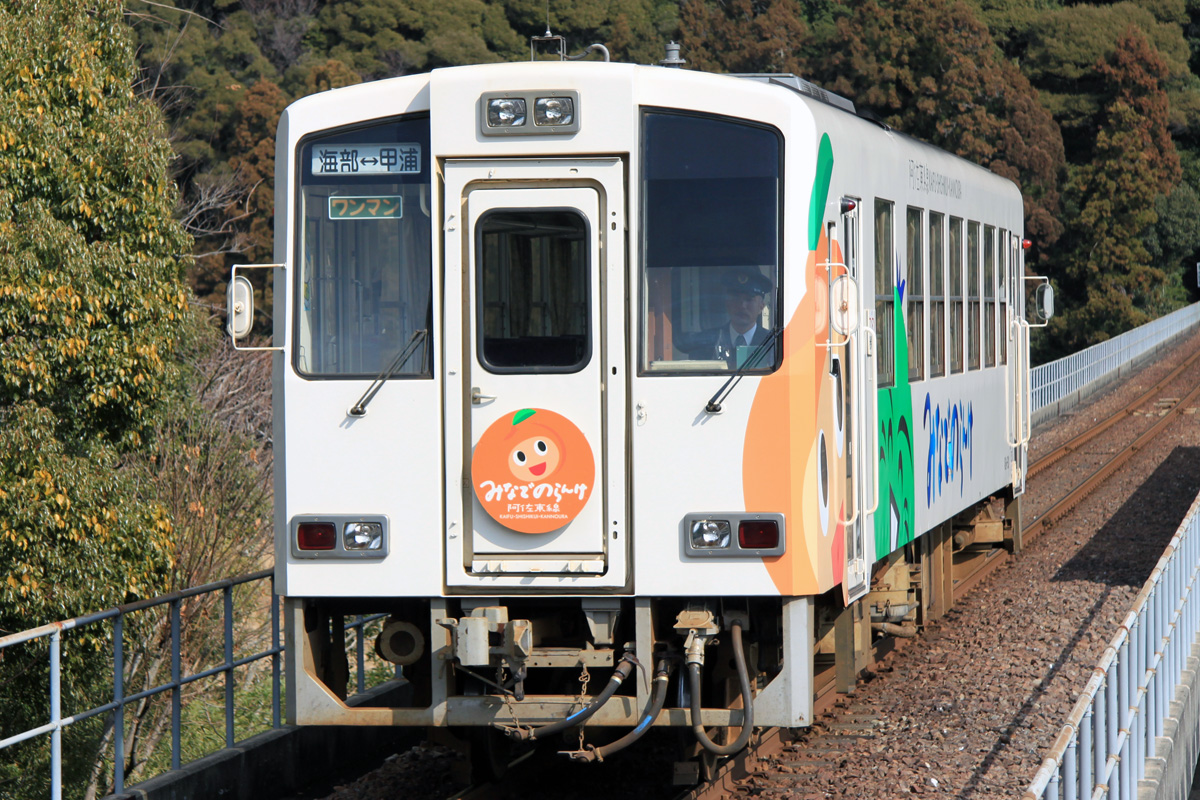
2020年11月まで運用されていた普通鉄道車両（ASA-300形）

2020年11月30日までは、普通鉄道車両で運行されており、当時の運転区間であった海部駅 - 甲浦駅間で普通列車が1時間あたり1本程度運行されていて、海部駅 - 甲浦駅間全線運転の列車のほか、宍喰駅にある車庫への運用の都合で、宍喰駅 - 甲浦駅間および宍喰駅 - 海部駅間の区間運転列車もあった。
その後、DMV導入に向けた工事のため、2020年11月30日をもって列車の運行を休止し、2021年12月25日午前中までは代行バスでの運行となっていた。2021年3月13日時点で、阿波海南駅 - 甲浦駅間全線で下り9本・上り9本の代行バスが運行され、午前中の下り1本・上り1本を除く全便が阿波海南駅発着の牟岐線の列車と接続していた。2020年12月1日から2021年1月31日までは朝の代行バス下り1本が牟岐線の代行バスと直通する形で牟岐発甲浦行きで運行されていた。
普通鉄道車両での運行時は、2019年3月15日までは朝の2往復がJR四国牟岐線の牟岐駅まで相互直通運転を行っていた。この直通運転は2008年3月15日のダイヤ改正で一時中止されたが、要望が多いことから2009年12月1日より再開されたものである。
直通運転再開当初は、直通列車のうち上りの1本が牟岐駅から特急「剣山3号」となって阿波池田まで直通していたため、車両もこの列車と下りの1本はJR四国のキハ185系で運転されていた。2011年3月12日改正で「剣山3号」が阿南駅始発となり、特急車の乗り入れはなくなり、車両もJR四国のキハ40系と阿佐海岸鉄道の車両が1往復ずつ使用される形となった。阿佐海岸鉄道側の直通車両は、再開時点ではASA-300形のみの使用だったが、後にASA-100形の習熟運転も行われたことから、2010年3月以降はASA-100形も使用されていた。2019年3月16日のダイヤ改正で相互直通運転が廃止され全ての列車が海部駅で乗り換えとなった。

## 利用状況
年間の利用状況は以下の通り。
| 年度                            | 輸送人員（千人） | 輸送人員（千人） | 輸送人員（千人） | 輸送人員（千人） | 平均通過人員（人/日） | 出典   |
| 年度                            | 定期 通勤        | 定期 通学        | 定期外           | 合計             | 平均通過人員（人/日） | 出典   |
| ------------------------------- | ---------------- | ---------------- | ---------------- | ---------------- | --------------------- | ------ |
| 2015                            | 3                | 1                | 40               | 44               | 105                   | [ 33 ] |
| 2016                            | 3                | 1                | 47               | 51               | 127                   |        |
| 2017                            | 2                | 2                | 57               | 61               | 153                   |        |
| 2018                            | 2                | 0                | 52               | 54               | 136                   |        |
| 2019                            | 1                | 1                | 52               | 53               | 135                   | [ 34 ] |
| 2020                            | 1                | 1                | 48               | 49               | 94                    | [ 35 ] |
| （普通鉄道車両運行終了、DMV化） |                  |                  |                  |                  |                       |        |
| 2021                            | 1                | 1                | 26               | 27               | 60                    | [ 36 ] |
| 2022                            | 1                | 1                | 40               | 41               | 101                   | [ 37 ] |

## 車両
全列車がDMV93形によって運行されている。DMV化前は自社車両のほか、前述の通りJR四国のキハ40系・キハ185系が乗り入れていた時期もあった。

## 歴史
国鉄再建法施行により1980年に工事が凍結されていたが、この時点でほとんど完成していたことから1988年に徳島県などが阿佐東線の第三セクター会社での引き受けを決定し、阿佐海岸鉄道を設立して1989年（平成元年）3月29日に工事再開した。この路線の開通により、1944年に箸蔵登山鉄道が廃止され、全て国鉄（→JR四国）のみになっていた徳島県内の鉄道（ロープウェイを除く）において、同年以来の私鉄および初の第三セクター鉄道路線となった。

### 年表

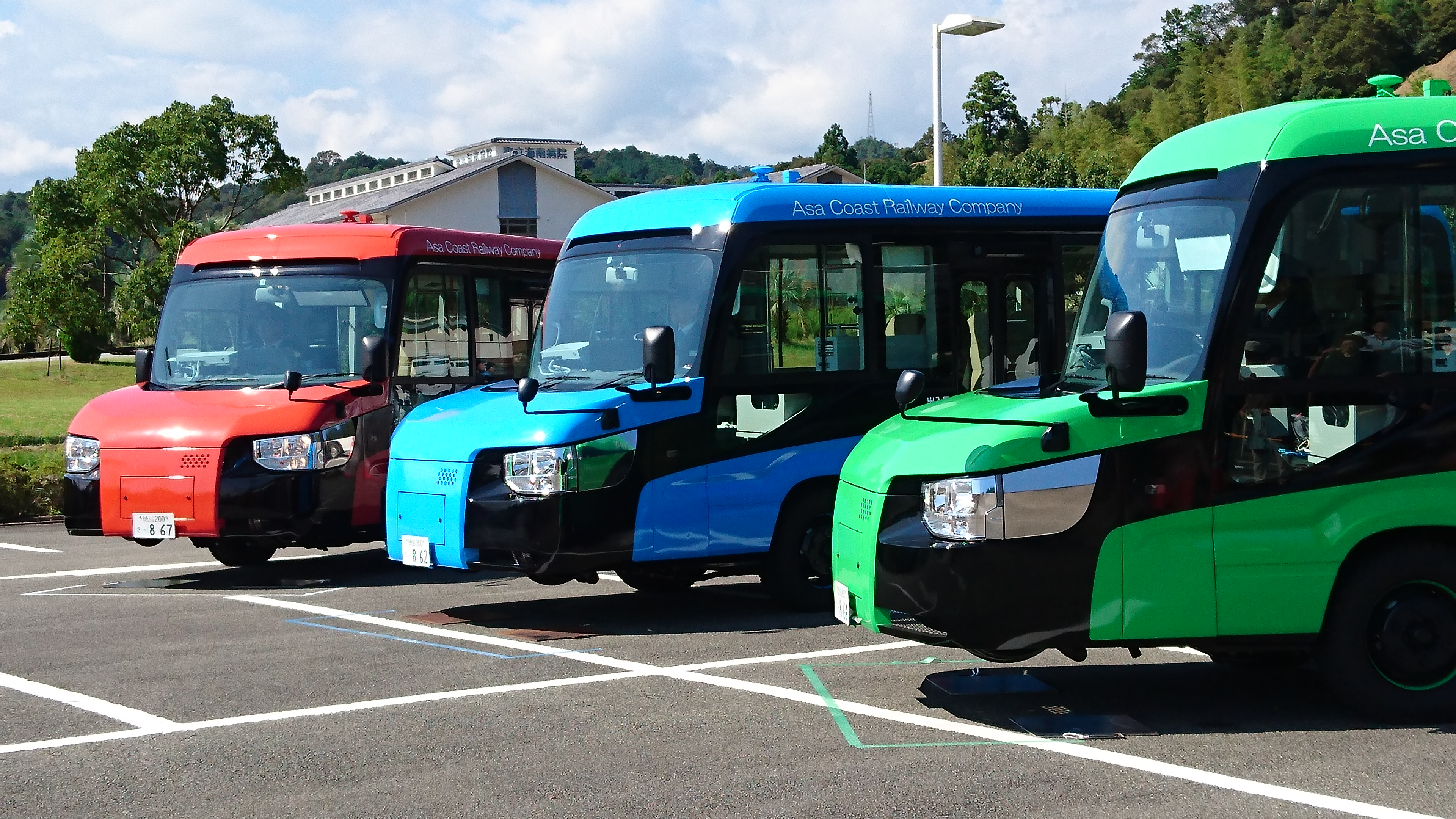
阿波海南文化村で並ぶDMV（2019年10月5日撮影）

- 1992年（平成4年）3月26日：海部駅 - 甲浦駅間が開業[1][39]。特急「うずしお」が甲浦駅まで乗り入れ開始。普通列車が朝・夜の4往復を除いて牟岐線牟岐駅 - 甲浦駅間直通（うち1往復は徳島駅 - 甲浦駅直通）運転。
- 1994年（平成6年）：宍喰駅 - 甲浦駅間の区間運転列車を新設。
- 1998年（平成10年）3月14日：特急「剣山」が乗り入れ開始。
- 1999年（平成11年）3月13日：特急「うずしお」の系統分割に伴い、代わって特急「むろと」が乗り入れ開始。
- 2001年（平成13年）3月3日：普通列車が朝の2往復を除いて阿佐東線内運転に。特急「むろと」の乗り入れ廃止。
- 2002年（平成14年）7月1日：「阿波室戸シーサイドライン」の愛称使用開始[40]。
- 2006年（平成18年）
  - 3月1日：全駅で駅ナンバリング（駅番号）導入。
  - 3月18日：牟岐線接続のない列車の一部を土曜日・休日運休にする。
- 2008年（平成20年）3月15日：特急を含む牟岐線直通列車の運行を一時中止。同時に朝の始発を繰り上げ。
- 2009年（平成21年）12月1日：牟岐線直通列車の特急「剣山」（甲浦駅 - 海部駅 - 牟岐駅間は普通列車として運行）の乗り入れを一時的に再開[41]。
- 2011年（平成23年）3月12日：特急「剣山」の乗り入れ廃止。
- 2019年（平成31年）
  - 1月10日：2020年のDMV導入による甲浦駅の駅舎ならびに線路改築工事開始のため、利用客駐車場とバス乗り場を50メートル南に移転[42]。
  - 3月9日：宍喰駅で2020年運用開始予定のDMV車両3両のうち落成した1両を公開[43]。10月5日には全3両が完成し公開[44][45]。
  - 3月16日：ダイヤ改正により、2往復運行していた牟岐線直通列車を廃止[46]。
- 2020年（令和2年）
  - 7月18日：牟岐線海部駅 - 阿波海南駅間のDMV関連工事および海部駅 - 牟岐駅間の代行バス運行開始によるダイヤ改正を実施[47]。
  - 8月11日：阿波海南駅 - 海部駅間について阿佐東線を延長する鉄道事業の許可申請を四国運輸局に行う[48]。
  - 10月23日：阿波海南信号場 - 海部間（1.4 km）の第一種鉄道事業許可取得[49]。同日、甲浦駅廃止および甲浦信号場新設により+0.1 km移設[50]。
  - 11月1日：阿佐東線への編入に伴い、JR牟岐線阿波海南駅 - 海部駅間（1.5 km）廃止[51][6][5]。同区間の運賃は、この日からDMVの運行開始までは無料で、乗車券も発行されない。なお、同区間の代行バスは11月30日までは引き続き牟岐駅発着にてJR四国により運行。
  - 11月30日：ディーゼル車両（ASA-101、ASA-301）での運行を終了[6][5][39][52][注 6]。なお、上り海部駅行き・下り甲浦駅行きの各最終列車への乗車は、宍喰駅で発売の最終列車限定きっぷ購入者のみとした（11月27日から上り・下り各80枚限定で販売）[53]。JR四国による代行バスはこの日をもって阿波海南駅 - 海部駅間の運行を終了し、翌日より牟岐駅 - 阿波海南駅間に短縮。
  - 12月1日：海部駅 - 甲浦駅間の工事による鉄道運休のため阿波海南駅 - 海部駅 - 甲浦駅間で阿佐海岸鉄道によるバス代行輸送を開始[6][54][52]。阿波海南駅 - 海部駅間の代行バスの運行主体はJR四国から阿佐海岸鉄道に変わったが、同区間の運賃はDMV開業まで引き続き無料[55]。
  - 12月15日：軌道上でDMVの試運転を開始[56][57]。
  - 12月25日：新型コロナウイルス感染拡大による工事の遅れ等により、DMVの運行開始を2021年夏頃に延期することを阿佐東線DMV導入協議会が決定する[14]。
- 2021年（令和3年）
  - 1月20日：DMV車両の「性能試験」が始まり、初日限定で報道関係者と海陽町と東洋町の両町在住の一般住民向けに阿波海南駅・海部駅・宍喰駅・甲浦駅で公開[58][59][60][61]。
  - 6月25日：国土交通省でのDMVの技術評価検討会において、前輪を支える部品に補強が必要と指摘され、DMV運行開始が2021年夏頃からさらに数か月遅れる見通しとなる[15]。
  - 12月25日：阿波海南文化村 - 阿波海南信号場 - 海部駅 - 宍喰駅 - 甲浦信号場 - 道の駅宍喰温泉 ・ 室戸岬間[18][17][12]でDMVの運行を開始[14]。
    - 当日は阿波海南文化村12時36分発と道の駅宍喰温泉13時18分発からの運行とし、それ以前の便に関しては運休しバス・タクシーによる代行輸送を実施。また上り・下り共に初便・第2便への乗車は事前抽選制とした[62]。
- 2023年（令和5年）
  - 3月11日：ダイヤ改正。平日ダイヤ1日13往復のうち火曜日と水曜日が同8往復、土休日が1日12往復から同11往復へ減便。最終便の時刻繰り上げ。また土休日運行の室戸発着便の阿波海南駅における徳島方面からの接続を改善[22]。
  - 12月14日：DMV931号車の部品交換修理の遅延とDMV933号車の法定検査が重複する事により、翌15日から22日までDMV932号車のみの運用とする事を発表し、一部便を運休[63]。
- 2024年（令和6年）
  - 3月16日：ダイヤ改正で平日ダイヤが1日8往復に統一（但し多客期において最大5往復まで増発）、土休日運行の室戸発着便が宍喰駅で5分間停車[64]。
  - 10月3日：前日までにDMVの1台の定期検査中、部品の一部に微細な不具合を確認したことから、安全面を考慮し3台すべての車両の詳細な検査を行うためこの日から運休し[注 7][65]、検査の結果安全性が確認出来たため10月12日始発から運行を再開[66]。

## 駅一覧
ここでは、鉄道としての阿佐東線上にある施設のみを扱う。バスモード区間の停留所については「阿佐海岸鉄道#路線バス」を参照。
- DMV化に伴う改キロにより、阿波海南 - 海部間は従来の1.5 kmから1.4 kmに、宍喰 - 甲浦間は従来の2.4 kmから2.5 kmにそれぞれ改められている。
- 線路（全線単線）、鉄道区間は列車交換不可[注 4]

| 駅名           | 営業キロ | 営業キロ | 接続路線                                | 所在地               |
| 駅名           | 駅間     | 累計     | 接続路線                                | 所在地               |
| -------------- | -------- | -------- | --------------------------------------- | -------------------- |
| 阿波海南信号場 | -        | 0.0      | 四国旅客鉄道：牟岐線（阿波海南駅：M27） | 徳島県 海部郡 海陽町 |
| 海部駅         | 1.4      | 1.4      |                                         | 徳島県 海部郡 海陽町 |
| 宍喰駅         | 6.1      | 7.5      |                                         | 徳島県 海部郡 海陽町 |
| 甲浦信号場     | 2.5      | 10.0     |                                         | 高知県 安芸郡 東洋町 |